# Gustau Adolf de Mecklenburg-Güstrow
Gustau Adolf de Mecklenburg-Güstrow (en alemany Gustav Adolf von Mecklenburg-Güstrow) va néixer a Güstrow (Alemanya) el 26 de febrer de 1633 i va morir a la mateixa ciutat el 6 d'octubre de 1695. Era un noble alemany fill del duc Joan Albert II (1590-1636) i d'Elionor Maria d'Anhalt-Bernburg (1600-1657).
Quan va morir el seu pare el 1636 es va encomanar la seva tutela i la regència del ducat al seu oncle Adolf Frederic I, cosa que motivà una dura disputa amb la seva mare. Entre 1636 i 1648 va ostentar el càrrec d'administrador de la diòcesi de Ratzeburg. El 2 de maig de 1654 va ser declarat per l'emperador major d'edat i es va fer càrrec fins a la seva mort del govern del ducat de Güstrow. Amb ell s'inicia, doncs, la línia de la dinastia de Mecklenburg-Güstrow. Com a governant va dedicar-se especialment a millorar l'educació, amb la creació de noves escoles, i la declaració d'obligatorietat d'escolarització des de l'edat de sis anys. També s'interessà en la marginació de tota mena de superstició, tot garantint que en els judicis contra la bruixeria no es tinguessin en compte les declaracions obtingudes a través de la tortura.

## Matrimoni i fills
El 28 de desembre de 1654 es va casar amb Magdalena Sibil·la (1631-1719), filla de Frederic III de Schleswig-Holstein-Gottorp (1597-1659) i de Maria Elisabet de Saxònia (1610-1684). El matrimoni va tenir onze fills: 
- Joan (1655-1660).
- Elionor (1657-1672).
- Maria (1659-1701), casada amb Adolf Frederic II de Mecklenburg-Strelitz (1658-1708).
- Magdalena (1660-1702).
- Sofia (1662-1738), casada amb Cristià Ulric I de Württemberg-Oels (1652-1704).
- Cristina (1663-1749), casada amb Lluís Cristià de Stolberg-Gedern (1652-1710).
- Carles (1664-1688), casada amb Maria Amàlia de Brandenburg-Schwedt (1670-1739).
- Hedwig Elionor (1666-1735), casada amb August de Saxònia-Merseburg-Zörbig (1655-1715).
- Lluïsa (1667-1721), casada amb Frederic IV de Dinamarca (1671-1730).
- Elisabet (1668-1738), casada amb Enric de Saxònia-Merseburg (1661-1738).
- Augusta (1674-1756).